# Curieuse (Seychelles)
Pour les articles homonymes, voir Curieuse.
Curieuse est une île appartenant aux îles Intérieures de l'archipel des Seychelles, située à un kilomètre au nord de Praslin.

## Géographie

Les îles Cousine, Cousin, Praslin et Curieuse

## Histoire
D'abord appelée Île rouge en raison de la couleur rouge vif de sa terre, l'île doit son nom actuel à la goélette, La Curieuse, commandée, en 1768, par l'explorateur français Marion du Fresne dit Marion Dufresne, lors d'une mission de reconnaissance de l'archipel des Seychelles. C'est durant cette expédition que fut découvert, sur Praslin et Curieuse, le curieux coco de mer, une noix de coco à la forme particulière, pouvant peser jusqu'à 20 kg.
En 1771, afin de faciliter la récolte des noix de coco de mer, des marins mirent le feu à l’île. L’incendie détruisit la majeure partie de la faune et la flore.
L’île Curieuse servira de léproserie, de 1883 à 1965 : plusieurs bâtiments seront construits à l'anse Saint-Joseph pour accueillir le personnel soignant et les malades. Ces derniers sont ainsi écartés de la population pour éviter la contagion. Cet isolement orchestré va participer directement à la protection de la faune et de la flore de l'île, qui échapperont ainsi à la destruction massive qui va frapper les îles avoisinantes.

## Parc national marin
En 1967, un deuxième incendie détruisit une grande partie de la végétation de l'île. Suite à cela, le gouvernement lança plusieurs projets de restauration et de conservation.
Curieuse et les eaux environnantes ont été déclarées parc national marin, en 1979, afin de protéger la faune et flore indigène.
Une mangrove, avec plus de huit espèces différentes d’arbres, occupe la partie sud. Curieuse compte environ 3600 cocotiers de mer, mis sur la liste rouge des espèces en danger de l'UICN, et des takamakas géants.  Parmi les autres espèces végétales de l'île, plusieurs sont indigènes et endémiques : le porcher (Thespesia populnea), le bois de chandelle (Dracaena reflexa), le lalyann dile (Secamone schimperiana (sv)), le bwa bannann (Gastonia sechellarum (vi)) et le bois cassant (Guettarda speciosa).
Entre 1978 et 1982, un projet de conservation a permis d'introduire la tortue terrestre géante provenant de l'île d'Aldabra (environ 300 spécimens). Elle peut peser jusqu'à 300 kg et vivre de 100 à 200 ans. L'île abrite également une grande colonie de tortues imbriquées et plusieurs espèces d'oiseaux, comme le perroquet noir ou vaza des Seychelles (Coracopis nigra barklyi) , endémique de Curieuse et Praslin.  
A côté des ruines de la léproserie, la résidence du médecin, bâtiment de style colonial des années 1870, a été réaménagée en centre d’enseignement historique et musée sur la biodiversité.